# Верховна Рада Республіки Білорусь 12-го скликання
Верховна Рада Республіки Білорусь 12-го скликання — парламент Республіки Білорусь Республіки Білорусь, який був обраний в 1990 році як Верховна Рада БРСР 12-го скликання. Після проголошення незалежності став національним парламентом Білорусі. Верховна Рада прийняла Декларацію про незалежність Білорусі 27 липня 1990 року.
Вибори до Верховної Ради відбулися 4 березня 1990 року. За підсумками виборів, до парламенту було обрано 360 народних депутатів. Вперше до Верховної Ради пройшли опозиційні депутати. В результаті була утворена опозиційна фракція БНФ з 26 депутатів. Разом з висуванцями від громадських організацій загальна кількість парламентаріїв склала 328 чоловік.
Наступником Верховної Ради 12-го скликання стала новообрана Верховна Рада Республіки Білорусь 13-го скликання, яка почала свою роботу 9 січня 1996 року.